# Hipótese da censura cósmica
As hipóteses da censura cósmica "fraca" e "forte" são duas conjecturas matemáticas sobre a estrutura de singularidades oriundas da relatividade geral.
Singularidades que originam-se nas soluções das equações de campo de Einstein são tipicamente ocultas dentro do horizonte de eventos, e consequentemente não podem ser vistas do restante do espaço-tempo. Singularidades as quais não são ocultas são chamadas nuas.
As hipóteses da censura cósmica conjecturam que não existem singularidades nuas outras que a singularidade do "Big Bang" no universo. A hipótese foi concebida por Roger Penrose em 1969.

## Curiosidades
As hipóteses da censura cósmica têm sido objeto de duas apostas entre os físicos Kip Thorne e John Preskill, e o cosmólogo Stephen Hawking, chamadas apostas Thorne-Hawking-Preskill.